# Григорьев, Николай Григорьевич (зоотехник)
Никола́й Григо́рьевич Григо́рьев (1900—1982) — советский зоотехник.

## Биография
Родился 7 декабря 1900 года в деревне Котово (ныне — Новодугинский район, Смоленская область). В 1920 году окончил сельскохозяйственную школу. Участвовал в Великой Отечественной войне. Член ВКП(б).
После окончания войны Григорьев вернулся на Смоленщину. Работал зоотехником в сельскохозяйственных предприятиях Сычёвского района. Внёс большой вклад в выведение и совершенствование Сычёвской породы коров.
Умер 17 апреля 1982 года, похоронен на Центральном кладбище Сычёвки.

## Награды и премии
- Сталинская премия первой степени (1951) — за выведение новой породы крупного рогатого скота «Сычёвская».
- заслуженный зоотехник РСФСР
- орден Трудового Красного Знамени
- орден Красной Звезды (30.5.1945)
- два ордена «Знак Почёта»
- медали[1].